# ビッグシオ30
ビッグシオ30は、2002年にパイオニアが開発・販売したパチスロ機（沖スロ）である。

## 概要
時代の流れもあって、同社の機種としては初めてストック機能を搭載した。
ストック機において重要なのはRTでの放出Gであるが、他社のストック機はボーナス終了後（ストック有りの状態で）何Gまでがチャンスというようなチャンスゾーンが主流であったが、本機は1Gやゾロ目などのような特定のＧ数での放出割合を高くする、当時としては一風変わったシステムであった。そして、天井においても奇数設定は777G、偶数設定は999Gというシステムも話題となった。
そして、この当時は液晶やドットなどの演出が重要視されつつあり、液晶などが搭載されるのが常識になりつつあったが、本機は従来の沖スロ同様シンプルで分かりやすい演出ということで引き続きハイビスカスランプのみの搭載となった。更に、他社のストック機などに至っては連続で演出が発生するとボーナスの期待度が高くなるといった曖昧なシステムを搭載（前兆としても用いられる）していたが、本機ではそういう曖昧な演出は一切搭載しなかった（ボーナス解除プレイ時小役が成立するとリールサンドで小役告知があるくらい）。
最終的にはホールには設定1ではなく設定2しかないという異色の結末を迎えた。
しかし全国的にはノーマル仕様の台よりも裏モノに基板交換されたものが蔓延しており、特に小役やリプレイをほぼ揃わせなくした代わりに一度状態に入ると連荘し続けるものが有名で、このバージョンは同時期に発売されていた『 「ミリオンゴッド」の撤去後に後継機を謳うような立ち位置で「ゴシオ」「ゴッドシオ」と呼ばれるGODverが登場することとなった。
由来は「ミリオンゴッド」のG-ZONEのようにボーナス後数ゲームで連荘するところからきており、GODフラグが存在しているわけでない。
ちなみに、ボーナス確率については現在においても「メーカー未発表」で、同社が後にリリースした一部の機種においてもこの「未発表」が通され未だに謎のままである。

## 出玉率
| 設定 | 出玉率   |
| ---- | -------- |
| 1    | 89-91%   |
| 2    | 92-94%   |
| 3    | 95-97%   |
| 4    | 98-100%  |
| 5    | 101-103% |
| 6    | 104-107% |

※数値はメーカー発表値。